# Yanardag

Wappen Turkmenistans

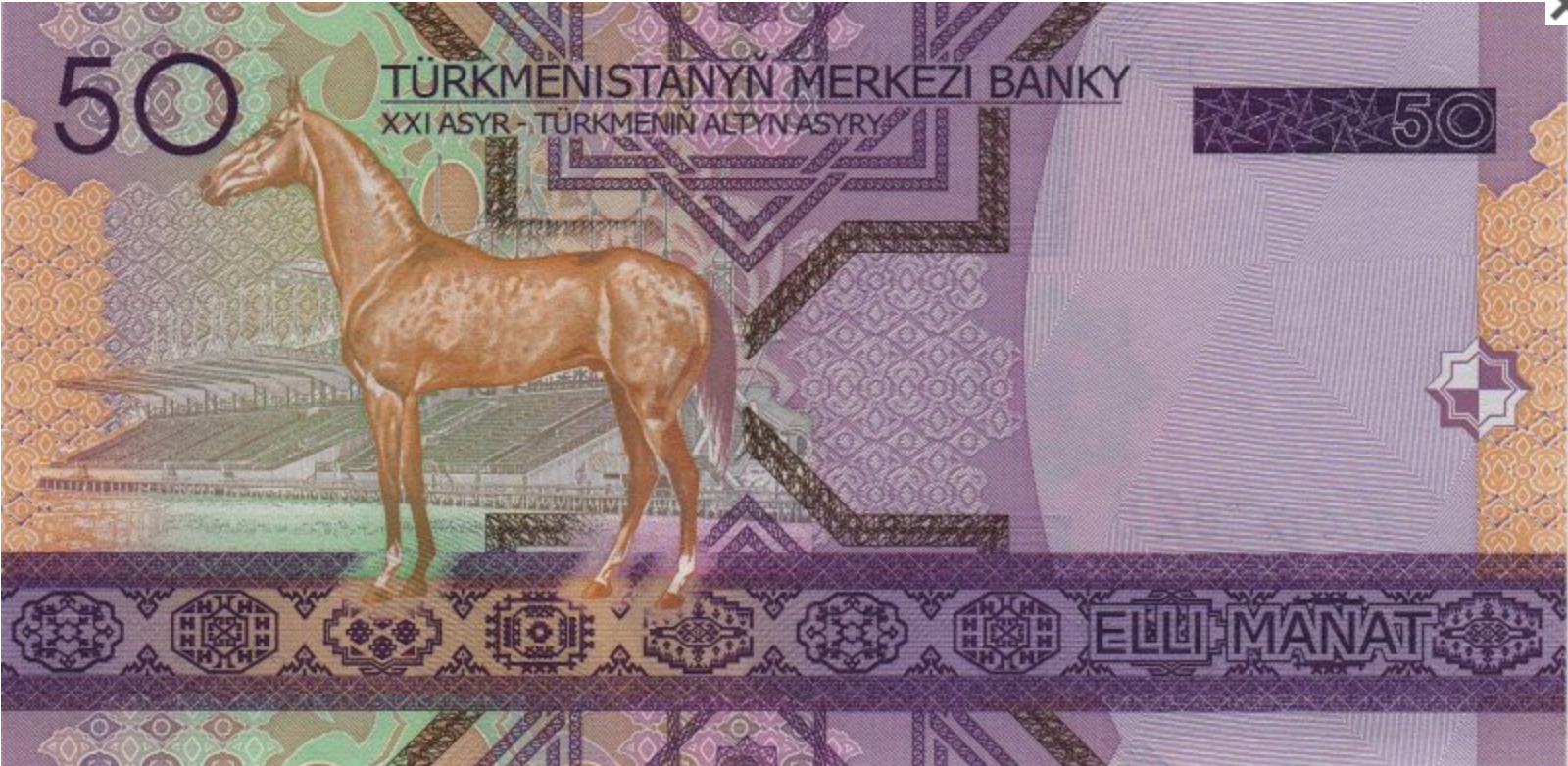
Turkmenische Banknote

Yanardag (turkmenisch Ýanardag/Янардаг, auf Deutsch: brennender Berg, *1991) ist ein Achal-Tekkiner-Hengst aus dem Besitz des früheren turkmenischen Präsidenten Saparmyrat Nyýazow.
Der Hengst ist ein turkmenisches Nationalsymbol, der im Wappen von Turkmenistan und auf anderen turkmenischen Hoheitszeichen abgebildet ist. Zahlreiche Zeitungsberichte wurden über ihn verfasst.
Das Pferd ist nach Yanar Dağ, einem seit dem Altertum brennenden natürlichem Erdgasfeuer am Hang eines Hügels in Aserbaidschan benannt.

## Leben
Yanardag wurde 1991 in Turkmenistan von Geldy Kyarizov gezogen, einem Züchter, der sich um die Rasse der Achal-Tekkiner verdient gemacht hat. 1991 ist das Jahr der Unabhängigkeit Turkmenistans von der Sowjetunion. Yanardag wurde 1999 in Moskau Achal-Tekkiner World Champion und im Anschluss daran von Saparmyrat Nyýazow erworben. Nyýazow war von 1990 bis zu seinem Tod 2006 Präsident Turkmenistans.
Auf der Webseite des turkmenischen Achal-Tekkiner-Zuchtverbandes wird Yanardag als „Falbe mit Goldschimmer (Golden Dun), der charakteristisch für alle Achal-Tekkiner ist“, bezeichnet. Der Farbton Golden Dun wird in der Achal-Tekkiner-Zucht auch Bulanaya genannt, der russischen Bezeichnung für Falbe.
Die zentrale Figur des turkmenischen Wappens ist seit 2003 eine Abbildung von Yanardag in natürlichen Farben auf einem blauen Kreis. Yanardag ist auf einem turkmenischen Briefmarkenblock von 2001 zu sehen. Er ziert die Rückseite der 50-Manat-Banknote von 2005.
2014 wurde ein Standbild von Yanardag in der turkmenischen Hauptstadt Ashgabat enthüllt.